# Sozomeno
Salaminio Hermias Sozomeno 
(Beitel, c. 400 - Constantinopla, 447)
conocido como Sozomeno, fue un historiador que escribió sobre la Iglesia cristiana.
Recogió las tradiciones orales sobre la historia de Palestina y demostró que estaba familiarizado con la región que rodea a la ciudad de Gaza. Asimismo menciona que conocía al obispo Zeno de Majuma.

## Biografía
Nació alrededor del año 400 en Betelia, un pequeño pueblo situado cerca de Gaza, en una familia cristiana rica. Sozomeno escribió que su abuelo vivió en Betelia y que se convirtió al cristianismo junto con toda su familia, probablemente en época de Constancio II. Un vecino llamado Alafrión fue milagrosamente curado por san Hilarión (292-372), que expulsó a un demonio, y tanto él como sus vecinos se convirtieron. Añade que la conversión marcó un hito en la cristianización de Palestina. El abuelo se hizo intérprete de la Biblia, muy estimado en su círculo. Los hijos de Alafrión fundaron iglesias y conventos, y fueron particularmente activos promoviendo el monacato (la vida monástica). El mismo Sozomeno habló con uno de ellos, que lo atrajo hacia el monacato.

### Educación
Sozomeno parece haber tratado mucho al círculo de Alafrión y reconoce una deuda de gratitud con la orden monástica. Su primera educación fue dirigida por los monjes en el mismo Betelia. No se conocen esos estudios, pero sus escritos evidencian un buen conocimiento de los clásicos griegos. Gran parte de su trabajo refleja la reverencia que sentía hacia los monjes en general y hacia los discípulos de Hilarión en particular. Más tarde recibió formación como abogado: estudió Derecho en Beritus (Beirut).
Ejerció la carrera en Constantinopla, posiblemente en la corte de Teodosio II y en el año 443 comenzó a escribir su Historia eclesiástica.

## Obras
Escribió dos trabajos sobre la historia de la Iglesia, de los cuales solamente perdura el segundo. 
Sus fuentes eran
Eusebio de Cesarea (263-339),
san Hegesipo de Jerusalén (140-180, un personaje mencionado por primera vez por Eusebio),
Sexto Julio Africano (160-240) y
las Predicaciones de Pedro (un evangelio apócrifo mencionado también por Clemente de Alejandría).
Su primera obra cubría el período desde la ascensión de Jesús hasta la derrota naval de Licinio en el año 323.
El trabajo constaba de doce libros. 

### Historia eclesiástica
Fue su segunda obra y es una continuación cronológica de la primera. La escribió entre los años 440 y 443 y se la dedicó al emperador Teodosio. 
Está estructurada en nueve libros, que relatan lo acaecido en los reinados de cada uno de los emperadores romanos:
- Libro I: desde la conversión de Constantino I hasta el primer concilio de Nicea (312-323).
- Libro II: desde el concilio a la muerte de Constantino (325-337)
- Libro III: hasta la muerte de Constante (337-350)
- Libro IV: hasta la muerte de Constancio II (350-361)
- Libro V: a la muerte de Juliano el Apóstata (361-363)
- Libro VI: hasta la muerte de Valente (363-375)
- Libro VII: hasta la muerte de Teodosio I el Grande (375-395)
- Libro VIII: hasta la muerte de Arcadio (395-408)
- Libro IX: hasta la subida al trono de Valentiniano III (408-425)

El libro IX está incompleto, el autor indica que pretendía llegar al 17.º consulado de Teodosio II en el año 439. No se sabe por qué falta el final; el historiador alemán Albert Guldenpenning (1854-1896) supuso que el mismo Sozomeno lo suprimió porque en él se mencionaba a la emperatriz Elia Eudoxia, que más tarde fue acusada de adulterio. Sin embargo, parece que Nicéforo, Teofanes y Teodoro conocían este final, ya que lo utilizaron en sus propias obras históricas. Por lo tanto la mayoría de los eruditos creen que el trabajo acababa en el año 439 y que la parte que falta se ha perdido en el transcurso del tiempo.

## Crítica
La labor de Sozomeno es interesante y valiosa por muchas razones. En primer lugar le presta más atención que cualquiera de los mayores historiadores a la actividad misionera de los cristianos, y le estamos en deuda por la información sobre la introducción del cristianismo entre los armenios, sarracenos, godos y otros pueblos. La historia es especialmente rica en información sobre el surgimiento y propagación de la vida monástica y los trabajos de los primeros fundadores de los monasterios y comunidades monásticas. 
La Historia ecclesiástica en su conjunto es bastante completa, y aunque su tratamiento de los asuntos de la Iglesia Occidental es incompleta, abundan en sus páginas los hechos que no están disponibles en otros lugares, así como referencias documentales de la mayor importancia. El espíritu y el interés de la Historia de Sozomeno es claramente visible, sigue el hilo de la narración de Sócrates, pero trata de mejorar y de sobresalir por su prosa original y elegante y por sus fuentes excelentes, que utiliza hábilmente. 
Sozomeno se esforzó en tener conocimiento de todas las fuentes de información sobre los temas que tocó, y tenía un deseo apasionado de la verdad. En general sigue de cerca a las autoridades, a veces casi literalmente, pero cuando éstas difieren ofrece las distintas versiones. 
La exposición histórica es totalmente impersonal; Sozomeno asume (III.xv) que la tarea del historiador es reunir hechos sin añadir nada a ellos, por lo que se complace en pocas críticas y generalmente adopta el punto de vista de sus fuentes. Esto lo hace hasta tal punto que ha sido acusado de arrianismo y novacianismo. En realidad, de acuerdo con su formación jurídica, no tenía ninguna opinión en cuestiones teológicas y al mismo tiempo era completamente devoto y un gran admirador del monacato. 
En su actitud hacia la Iglesia, en su tratamiento de las Escrituras y en su punto de vista de la jerarquía eclesiástica y el orden y la dignidad, está siempre animado por un sentimiento de sumisión y respeto. Tenía una profunda convicción del providencial fin de la cristiandad y de su misión, bajo la orientación divina, de regular los asuntos de la humanidad. 
En asuntos doctrinales estaba de acuerdo con el catolicismo, y fue un adversario de la herejía en todas sus formas. Pero mientras que mantuvo una constante actitud de hostilidad hacia el arrianismo, gnosticismo, montanismo, apolinarismo, etc., nunca atacó a los dirigentes de estas herejías. 

Permitidme extrañarme de que me hayan achacado reconocimientos a los dirigentes o entusiastas de las mencionadas herejías. Admiro su elocuencia y su extraordinario discurso. Dejo a su doctrina que sea juzgada por aquellos que tienen ese derecho.
Sozomeno, Historia eclesiástica (III, xv)

Porque gran parte de la labor de Sozomeno, en la que sigue a Sócrates, ha sido criticada como un intento de componer la historia de la Iglesia mejor que el de Sócrates, pero solo parcialmente exitoso. A menudo ofrece material adicional, pero rara vez mejora la base. Sozomeno no trata cronológicamente los datos tan estrechamente como Sócrates. 
Hay muchas fallas y deficiencias en su trabajo. De muchas de ellas era consciente, pero no estaba en su poder corregirlas. Con frecuencia era difícil para él saber la verdad, porque entre la masa de diferentes pruebas a las que tuvo que hacer frente, no solían ser suficientes, pero en todo caso, tenía por objeto expresar la verdad y hacer su trabajo en defensa o explicación de las ideas cristianas.

## Ediciones
La obra de Sozomeno fue editada por primera vez (edición príncipe) en 1544 por Robert Estienne en París, basándose en el Códex Regius de 1444. Hubo posteriores impresiones en 1612 de Christophorson e Ictrus en Colonia (Alemania).
Una notable edición fue la realizada por Valesius (Cambridge, 1720), que utilizó, además de un texto de Stephens, el Códex Fucetianus (de 1445, actualmente en París), las Lecturas de Savilius y las tradiciones de Teodoro el Lector y Casiodoro.
La edición póstuma de Hussey (preparada para su edición por John Barrow, que escribió el prólogo) es importante, ya que se recopilaron en ella por primera vez el Códex regius y el Códex Baroccianus 142. Pero este manuscrito fue escrito por varias manos y en diversas ocasiones y, por tanto, no es igualmente fiable en todas sus partes.